# Eragrostis remotiflora
Eragrostis remotiflora är en gräsart som beskrevs av De Winter. Eragrostis remotiflora ingår i släktet kärleksgrässläktet, och familjen gräs. Inga underarter finns listade i Catalogue of Life.